# 岡田誠之
岡田 誠之（おかだ せいし、1947年 - ）は、日本の研究者。東北文化学園大学名誉教授及び客員教授。岡山県生まれ。

## 来歴
1970年（昭和45年）関東学院大学工学部建築設備学科入学、修士課程を経て1983年（昭和58年）、関東学院大学大学院博士課程修了（工学博士）。1984年3月まで関東学院大学助手を務める。1996年4月から1998年3月まで日本水工設計株式社・上席調査役就任。　1998年2月から2000年3月まで東北科学技術短期大学建築設備環境学科・教授に就任。1999年4月から2015年まで東北文化学園大学科学技術学部環境計画工学科（現：建築環境学科)教授に就任。2011年から2015年3月まで学校法人東北文化学園大学理事に就任。2015年3月に定年退職。2015年4月から東北文化学園大学客員教授に就任。2015年8月からは東北文化学園大学名誉教授にも就任しているので2021年現在客員教授と名誉教授の職を２つもっていることになる。

## 受賞歴
- （社）日本技術士会　会長賞受賞（2011年6月）